# Jiří Horák
Jiří Horák (ur. 23 kwietnia 1924 w Hradcu Králové, zm. 25 lipca 2003 w Englewood) – czeski polityk, nauczyciel akademicki i działacz emigracyjny, deputowany, w latach 1990–1993 przewodniczący Czeskiej Partii Socjaldemokratycznej.

## Życiorys
W latach 1945–1948 studiował w wyższej szkole handlowej w Pradze, działał w młodzieżówce socjaldemokratycznej. Był sekretarzem prasowym ministra Bohumila Laušmana. Po zamachu stanu i przejęciu w 1948 pełni władzy przez komunistów wyemigrował do Niemiec Zachodnich, a w 1951 wyjechał do Stanów Zjednoczonych. Kształcił się w zakresie nauk politycznych na Uniwersytecie Columbia, pracował jako nauczyciel akademicki, od 1967 jako profesor w Manhattan College. Do lat 60. był działaczem młodzieżówki socjalistycznej IUSY.
Wieloletni działacz emigracyjny, był współtwórcą i wydawcą polityczno-kulturalnego kwartalnika „Svědectví”. Pełnił funkcję wiceprzewodniczącego (1961–1972) i sekretarza generalnego (1972–1989) Rady Wolnej Czechosłowacji. W grudniu 1989, w okresie przemian politycznych, wrócił do Czechosłowacji. W 1990 został pierwszym przewodniczącym reaktywowanej Czeskiej Partii Socjaldemokratycznej. W 1992 uzyskał mandat do jednej z izb Zgromadzenia Federalnego, które w zakończyło działalność z końcem tegoż roku w związku z ostatecznym podziałem państwa. W 1993 na czele socjaldemokratów zastąpił go Miloš Zeman. Jeszcze w tym samym roku Jiří Horák powrócił do Stanów Zjednoczonych.

## Odznaczenia
W 2000 został odznaczony Orderem Tomáša Garrigue Masaryka III klasy.